# Бажани (Золочівський район)
Бажани́ — село в Україні, у складі Буської міської об'єднаної територіальної громади, Золочівського району Львівської області. Населення становить 67 осіб. Орган місцевого самоврядування — Буська міська рада. Разом з селами Тур'я, Гутисько-Тур'янське, Бачка та Лісове входить до складу Тур'янського старостинського округу.